# Rwanda

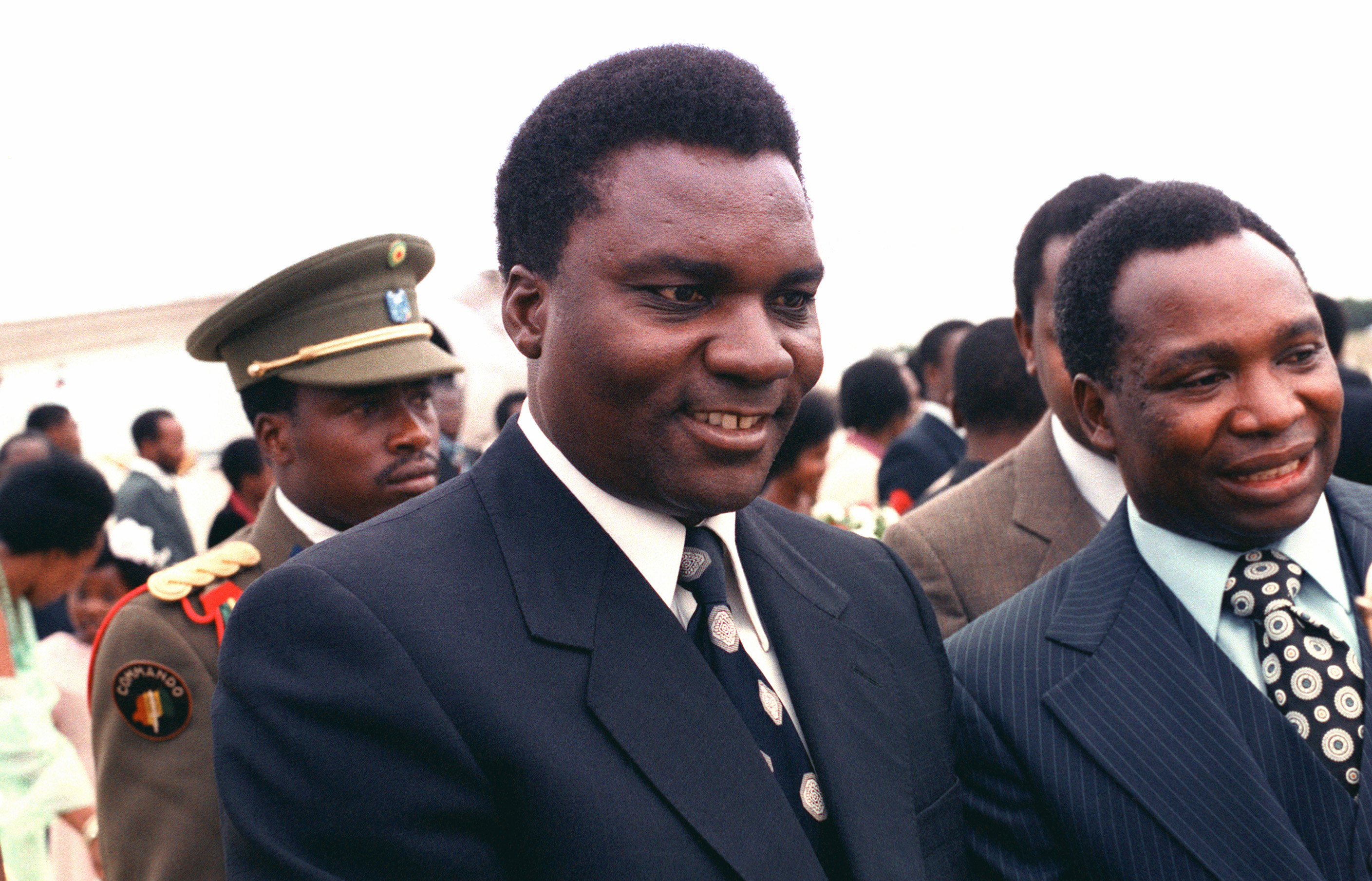
Juvénal Habyarimana

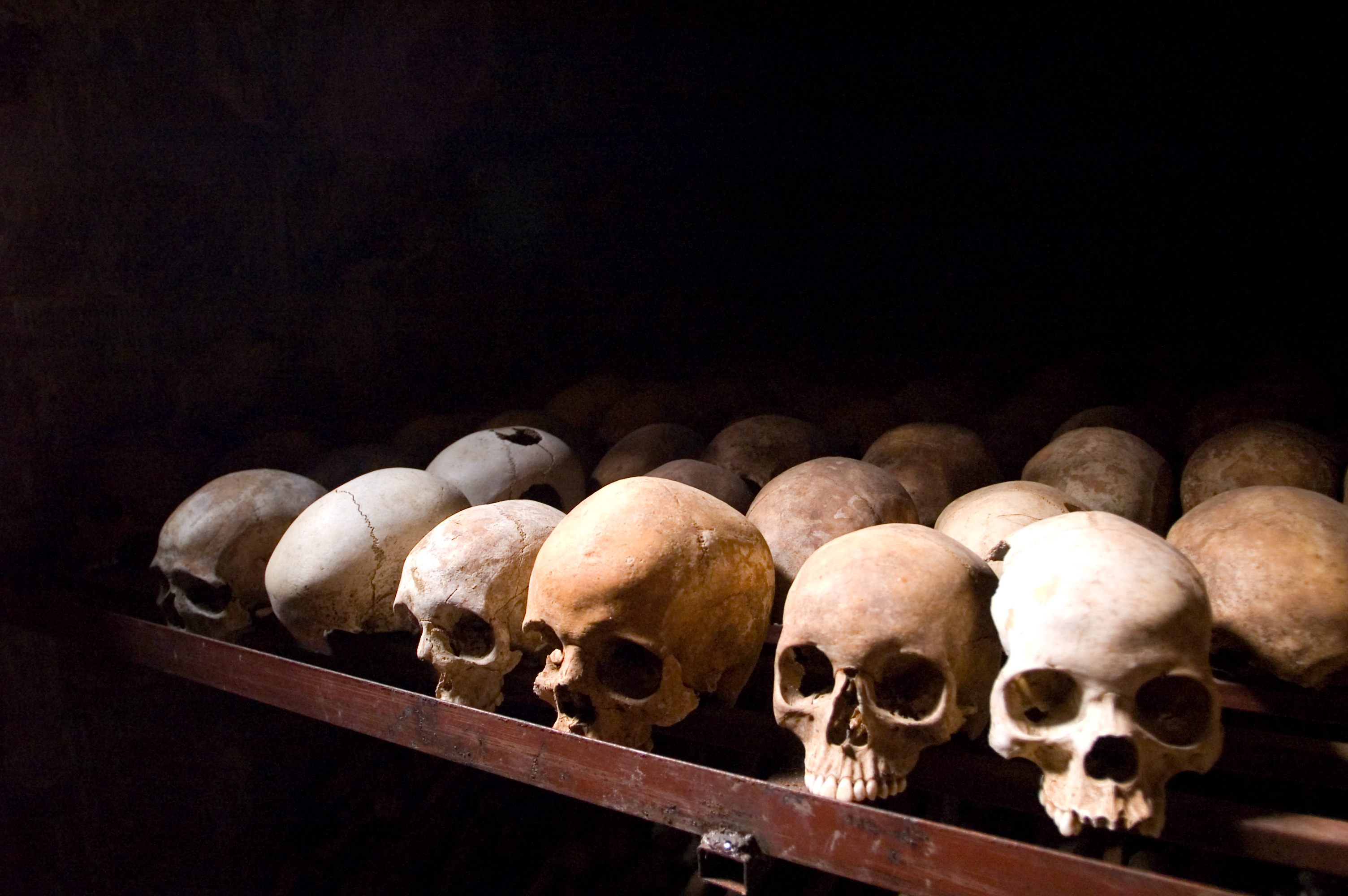
Czaszki ofiar masakry w Rwandzie

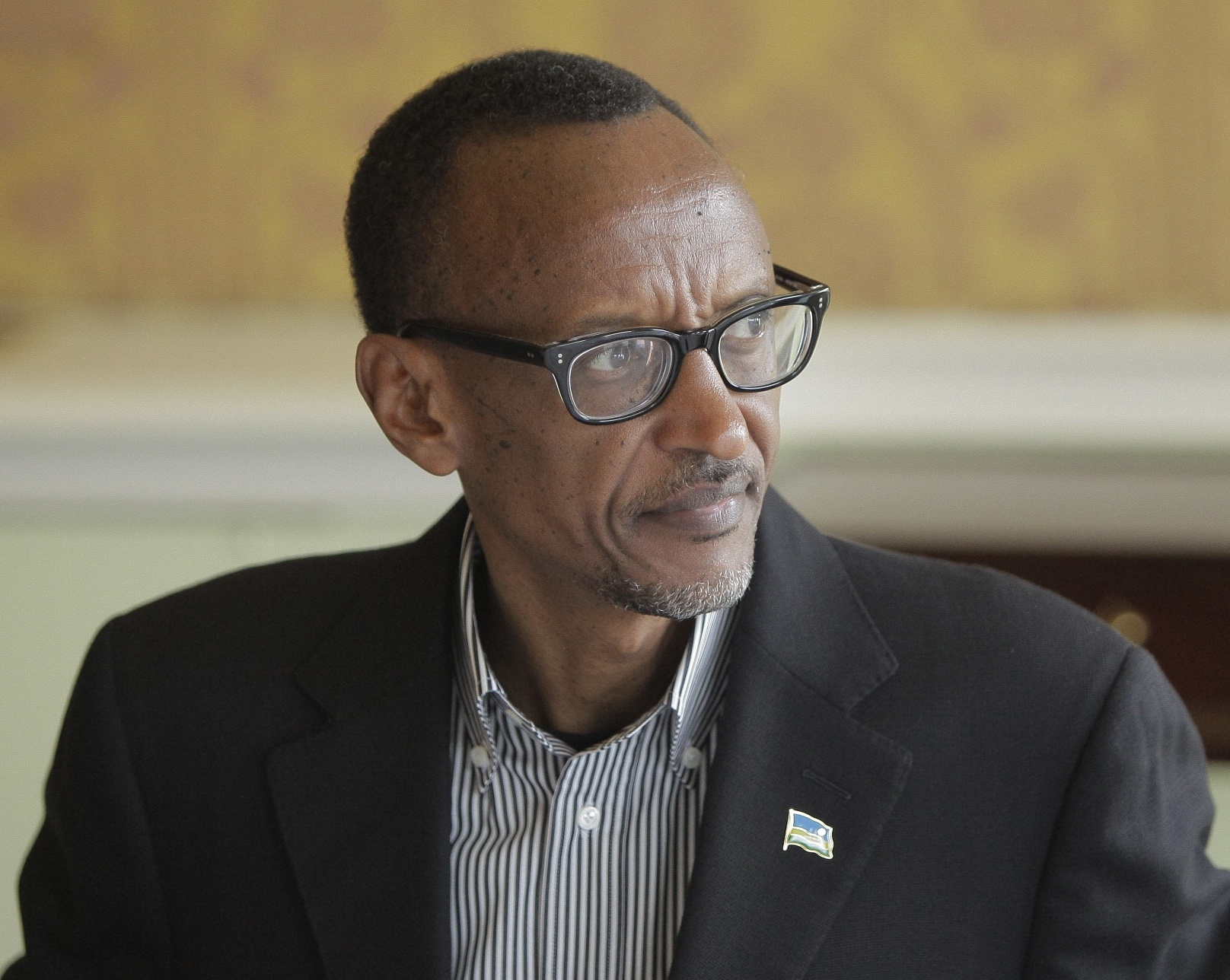
Paul Kagame

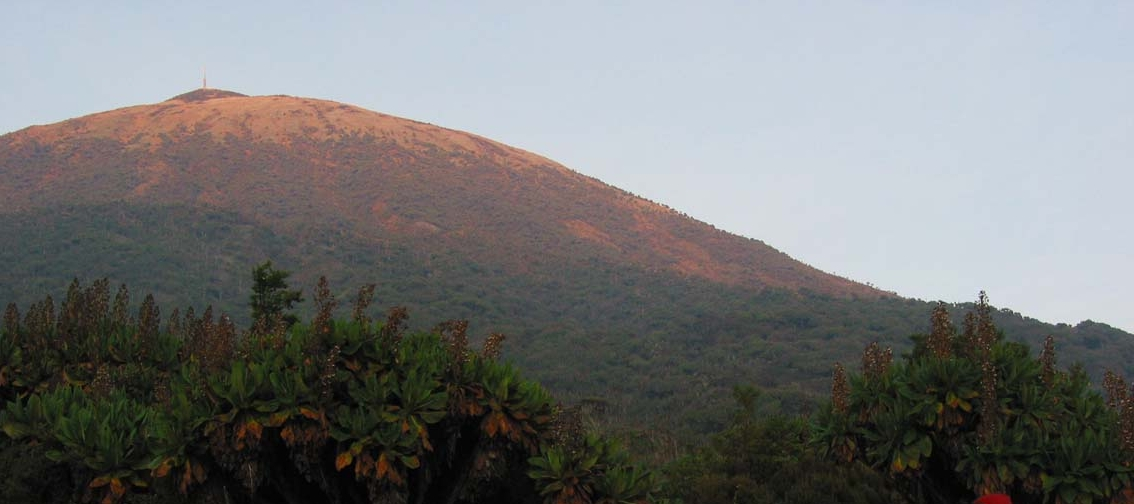
Karisimbi

Rwanda (Republika Rwandy, dawniej Ruanda, Republika Ruandy) – państwo w środkowo-wschodniej Afryce o powierzchni 26,4 tys. km². Rwanda graniczy z: Burundi (290 km), Demokratyczną Republiką Konga (217 km), Tanzanią (217 km) i Ugandą (169 km). W 2024 roku w Rwandzie mieszkało 13,6 mln osób. Językami urzędowymi są: rwanda, angielski i francuski. Stolicą państwa jest Kigali. Od 2006 roku Rwanda podzielona jest na 5 prowincji (dawniej było ich 12). Walutą Rwandy jest frank rwandyjski.
Rwanda należy do: Międzynarodowej Organizacji Pracy, Międzynarodowego Banku Odbudowy i Rozwoju, Międzynarodowego Funduszu Walutowego, Organizacji Narodów Zjednoczonych, Światowej Organizacji Handlu, Unii Afrykańskiej. W listopadzie 2009 roku Rwanda przystąpiła do Wspólnoty Narodów.

## Geografia
Rwanda znajduje się w strefie Wielkiego Rowu Zachodniego, cała powierzchnia państwa składa się z wyżyn wzniesionych na zachodzie 2500–3000 m, opadających stopniami ku wschodowi. Na północnym zachodzie znajduje się wulkan Karisimbi (4507 m). Klimat jest podrównikowy wilgotny (odmiana górska). Średnia temperatura miesięczna wynosi: od 17–18 °C w czerwcu, lipcu, do 20–21 °C we wrześniu, październiku. Na zachodzie średnia roczna suma opadów wynosi 1300–1500 mm (w grupie górskiej Wirunga 2000 mm), a na wschodzie od 900–1000 mm. Pora deszczowa zaczyna się we wrześniu, październiku i trwa do maja, czerwca.
Rwanda posiada gęstą sieć rzeczną. Wschodnia część Rwandy należy do dorzecza Nilu, a zachodnia do dorzecza Konga. Główną rzeką jest Kagera (źródłowa Nilu). Na rzekach są liczne progi i wodospady. Na północy i wschodzie można zaobserwować niewielkie jeziora (na zachodzie Kiwu).
W Rwandzie występują lasy deszczowe oraz wilgotna roślinność sawannowa, w górach piętra roślinne. Na północnym wschodzie znajduje się Park Narodowy Akagera, a na północnym zachodzie Park Narodowy Wulkanów.
Typowymi przedstawicielami rwandyjskiej fauny są: hipopotamy nilowe, krokodyle, lamparty plamiste, lwy afrykańskie, małpy, nosorożce.

## Historia
Pierwszymi mieszkańcami terytorium dzisiejszej Rwandy byli Pigmeje Twa. W I tysiącleciu n.e. zaczęły napływać ludy Hutu. Od XIV–XV w. zaczęli napływać koczowniczy pasterze Tutsi. Tutsi stopniowo podporządkowali Hutu, ale przyswajali ich język, zwyczaje oraz kulturę. Tutsi w XVII w. utworzyli silne scentralizowane feudalne państwo Rwanda. Rwanda miała stałą armię, na której czele stał mwami (dziedziczny władca). Większość mieszkańców Rwandy stanowili Hutu, ale władzę dzierżyli Tutsi. Społeczeństwo zorganizowane w swego rodzaju system kast: Tutsi zarządzali bydłem i ziemią, a rolnicy Hutu dzierżawili ją. Najniższą pozycję zajmowali Twa. Pod koniec XVII w. Rwanda walczyła z sąsiednim Burundi. W XIX w. Rwanda poszerzyła swoje terytorium, ustalając granice, które zachowały się do dzisiaj.
Pod koniec XIX w. do walki o afrykańskie kolonie włączyły się Niemcy. Na mocy traktatu helgolandzkiego z 1890 roku pomiędzy Niemcami a Wielką Brytanią tereny dzisiejszej Rwandy i Burundi znalazły się w niemieckiej strefie wpływów. W 1890 roku Rwanda przyjęła protektorat niemiecki, stając się częścią Niemieckiej Afryki Wschodniej. Podczas I wojny światowej w 1916 roku obszar Rwandy i Urundi (ówczesnej Burundi) zajęła Belgia. Od 1922 roku Belgowie administrowali Rwandą i Burundi jako terytorium mandatowym Ligi Narodów (od 1946 roku terytorium powiernicze Organizacji Narodów Zjednoczonych). Niemieccy i belgijscy kolonizatorzy zachowali dawne struktury, utrzymując tym samym przywileje Tutsi. Tutsi miało faktyczną władzę w Rwandzie (administracja europejska w Rwandzie w 1914 roku wynosiła 5 osób, a do 1936 roku wzrosła do 50). Europejczycy popierali chrystianizację Rwandy. Podczas okresu kolonialnego wprowadzono uprawy roślin na eksport (bawełna, kawa), dzięki czemu powstała grupa zamożnych Hutu, która wyrażała swoje niezadowolenie z pozycji Tutsi. W latach 50. XX w. powstały pierwsze organizacje polityczne ludności afrykańskiej (Ruch Emancypacji Ludu Hutu (PARMEHUTU) pod przywództwem Grégoire Kayibandy, Narodowa Unia Rwanda (UNAR) wyrażająca interesy Tutsi). Po ogłoszeniu przez Belgię przyznania Rwandzie autonomii w 1959 roku wybuchła wojna domowa na tle rywalizacji Tutsi i Hutu. W wyniku wojny kilka tysięcy Tutsi opuściło kraj. W 1960 roku w wyborach komunalnych wygrał Ruch Emancypacji Ludu Hutu. W 1961 pod wpływem narzuconego przez ONZ referendum zniesiono monarchię.
W 1962 roku ONZ zlikwidowała powiernictwo w Rwandzie-Burundi. Rwanda proklamowała niepodległość 1 lipca 1962 roku. Prezydentem państwa został Grégoire Kayibanda, który otrzymał reelekcje w 1965 i 1969 roku. Władzę w państwie objęła ludność Hutu. W latach 1963–1964 oraz 1972–1973 trwały walki etniczne i emigracja do Burundi i Ugandy prześladowanych Tutsi. W 1973 roku generał Juvénal Habyarimana przeprowadził bezkrwawy zamach stanu pod hasłem złagodzenia konfliktów etnicznych. Habyarimana zawiesił działalność parlamentu i partii politycznych. Władza Hutu utrzymała się. W 1975 roku powstał Narodowy Ruch Rewolucyjny na rzecz Rozwoju (MRND) z Habyarimaną na czele. Po referendum w 1978 roku przywrócono rządy cywilne, urząd prezydenta i parlament, jednocześnie wprowadzając system jednopartyjny (władzę w kraju sprawował MRND). Prezydentem został Habyarimana (reelekcje 1983 i 1988). W 1989 roku pogorszyła się sytuacja ekonomiczna Rwandy (na skutek spadku cen kawy na rynkach światowych i suszy).
W październiku 1990 roku wybuchła wojna domowa zapoczątkowana atakiem z terenu Ugandy partyzantów Tutsi należących do Rwandyjskiego Frontu Patriotycznego (FRP). Rządowi Rwandy pomagały belgijskie, francuskie i zairskie oddziały. Wobec zagrożenia ze strony wojsk rebelianckich w 1991 roku Habyarimana znowelizował konstytucję, wprowadził system wielopartyjny i zagwarantował wolność prasy. W 1993 MRND i FRP zawarły porozumienie pokojowe pod egidą ONZ. Porozumienie przewidywało utworzenie rządu tymczasowego z udziałem obu stron oraz powrót Tutsi z Ugandy. W kwietniu 1994 w katastrofie lotniczej zginął Habyarimana. Gwardia prezydencka (składająca się głównie z Hutu) obwiniła Tutsi o spowodowanie wypadku.
Śmierć prezydenta stała się pretekstem do przeprowadzenia masakry ludności Tutsi. Mordy na Tutsi przeprowadzała armia oraz bojówki Hutu (Interahamwe). W wyniku wojny zginęło ok. 500–800 tys. Rwandyjczyków, a ponad 2 mln uciekło do sąsiednich państw (gł. do Zairu). W wyniku kilkumiesięcznych walk FRP opanowała całą Rwandę. W lipcu 1994 roku prezydentem został Pasteur Bizimungu. W tym samym czasie powstał tymczasowy rząd koalicyjny z udziałem przedstawicieli Hutu i Tutsi. W celu ochrony zagrożonej ludności cywilnej, od czerwca do sierpnia 1994 roku w Rwandzie stacjonowały francuskie wojska. W sierpniu 1994 roku do Rwandy przybyły siły interwencyjne ONZ. Pomimo formalnego zakończenia wojny setki tysięcy Hutu uciekło do sąsiedniego Zairu. W 1994 roku Rada Bezpieczeństwa ONZ powołała Międzynarodowy Trybunał Karny w Arushy, który miał osądzić popełnione zbrodnie. W latach 1996–1999 Rwanda zaangażowała się w konflikt w Demokratycznej Republice Konga. Rząd tłumaczył swoje działania koniecznością obrony granic przed rebeliantami Hutu. Podczas działań w Demokratycznej Republice Konga armia rwandyjska czerpała dochody z wydobycia bogactw naturalnych na okupowanych przez siebie terenach. W marcu 2000 roku prezydentem Rwandy został Paul Kagame (Tutsi). W 2003 roku Kagame po raz drugi wygrał wybory.
W lipcu 2002 roku Rwanda oraz Demokratyczna Republika Konga podpisały porozumienie, na mocy którego do października 2002 roku rwandyjskie oddziały miały opuścić okupowane tereny. Władze kongijskie miały zagwarantować pomoc w rozbrajaniu bojówek Hutu odpowiedzialnych za masakrę w 1994 roku. W maju 2003 roku w referendum przyjęto projekt nowej konstytucji, która zakazała m.in. podsycania nienawiści na tle etnicznym. W maju 2010 roku Paul Kagame wygrał wybory prezydenckie. Opozycja zarzuciła prezydentowi sfałszowanie wyborów. W sierpniu 2017 roku Kagame ponownie wygrał wybory, zdobywając 99% głosów.

## Ustrój polityczny
Zgodnie z konstytucją z 2003 roku Rwanda jest republiką. Prezydent jest wybierany w wyborach powszechnych na siedmioletnią kadencję. Władzę ustawodawczą sprawuje dwuizbowy parlament, składający się z Senatu i Izby Deputowanych. Senat (o ośmioletniej kadencji) liczy 26 członków (12 wybieranych w wyborach pośrednich i 14 mianowanych). Izba Deputowanych (o pięcioletniej kadencji) liczy 80 członków (53 pochodzi z wyborów powszechnych, a 27 mianują rady lokalne i organizacje społeczne). Władzę wykonawczą pełni rząd z premierem, którego powołuje prezydent.

## Demografia

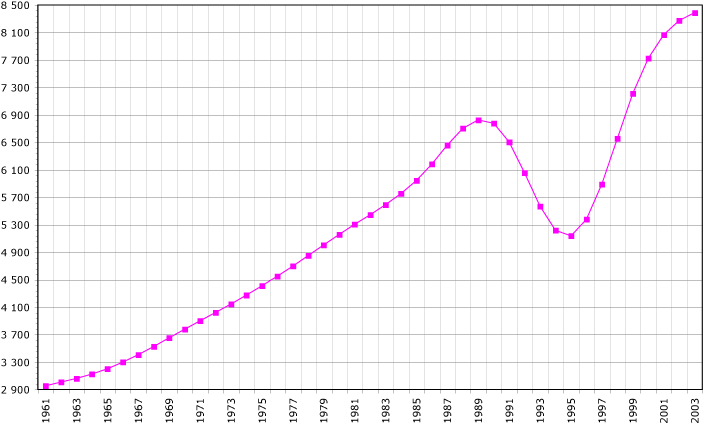
Zmiany ludnościowe w Rwandzie w latach 1961–2003

Rwandę zamieszkują głównie ludy Bantu (Hutu – ok. 87%, Tutsi – ok. 10%, Twa – ok. 2%). Rwanda jest krajem o bardzo młodym społeczeństwie – średnia wieku w 2024 roku wyniosła ponad 20 lat. Przyrost naturalny w 2024 roku wyniósł 1,62%. Średnia długość życia dla mężczyzn w 2016 roku wyniosła 58,5 lat, a dla kobiet 61,7 lat. Językami urzędowymi są: rwandyjski, francuski i angielski. W użyciu jest także suahili. Podtrzymanie systemu opieki zdrowotnej oraz zaopatrzenie ludności w artykuły spożywcze jest możliwe tylko dzięki pomocy międzynarodowej.
| Grupa etniczna | Język              | Liczebność w tys. | Procent ludności |
| -------------- | ------------------ | ----------------- | ---------------- |
| Hutu           | Język ruanda-rundi | 10 276            | 82,2%            |
| Tutsi          | Język ruanda-rundi | 1201              | 9,6%             |
| Hutu z Burundi | Język rundi        | 571               | 4,57%            |
| Pigmeje Twa    | Język ruanda-rundi | 230               | 1,84%            |
| Lingala        | Język lingala      | 64                | 0,51%            |
| Swahili        | Język swahili      | 18                | 0,14%            |
| Hima           | Język nyankole     | 13                | 0,1%             |
| Flamandowie    | Język flamandzki   | 3,7               | 0,03%            |
| Arabowie       | Język arabski      | 2,6               | 0,02%            |
| Gudźaratowie   | Język gudźarati    | 1,2               | 0,01%            |
| Francuzi       | Język francuski    | 0,6               | 0,005%           |

### Religia
Struktura religijna kraju w 2020 roku według The ARDA:
- protestantyzm i niezależne Kościoły – 43,9% (głównie: zielonoświątkowcy, anglikanie i adwentyści dnia siódmego;
- katolicyzm – 41,8%,
- niestowarzyszeni chrześcijanie – 5,8%,
- świadkowie Jehowy – ok. 0,5%),
- islam – 4,8%,
- tradycyjne religie plemienne – 3,3%,
- brak religii – 0,2%,
- bahaizm – 0,18%.

## Gospodarka
Rwanda jest słabo rozwiniętym państwem, objętym programem pomocy Banku Światowego i Międzynarodowego Funduszu Walutowego. W 2007 roku produkt krajowy brutto na 1 mieszkańca wg parytetu siły nabywczej wyniósł 900 dolarów amerykańskich. Rozwój gospodarczy utrudniają: zniszczenia po wojnie domowej, masowe migracje ludności, śródlądowe położenie, przeludnienie, brak rezerw ziem uprawnych i duża erozja gleb, uzależnienie dochodów kraju od światowych cen kawy i herbaty. Odbudowa gospodarki przy pomocy międzynarodowej rozpoczęła się w 1996 roku.
Podstawą gospodarki Rwandy jest rolnictwo, które wytwarza 40,1% produktu krajowego brutto (2005). W rolnictwie pracuje ok. 90% ludności zawodowo czynnej. Grunty orne zajmują ok. 36% powierzchni Rwandy, łąki i pastwiska ok. 22%. Uprawia się głównie: banany, bataty, maniok, sorgo, ziemniaki. Eksportuje się: kawowiec, herbatę, tytoń, bawełnę, złocień. Hoduje się: bydło, kozy, owce, drób. Produkcją roślinną zajmuje się Hutu, a hodowlą – Tutsi.
Przemysł wytworzył 22,9% wartości produktu krajowego brutto (2005). Wydobywa się: kasyteryt, koltan (źródło tantalu i niobu), złoto. Energię elektryczną produkuje się niemal w całości z elektrowni wodnych. Przemysł przetwórczy (niewielkie zakłady spożywcze, chemiczne, włókiennicze i cementownia) znajduje się głównie w Kigali.
Długość dróg kołowych wynosi 12 tys. km (drogi utwardzone stanowią 8%). Drogi główne są w stosunkowo dobrym stanie technicznym. Transport samochodowy jest podstawowym środkiem komunikacyjnym w Rwandzie. W Rwandzie nie ma linii kolejowych. Jedyny port lotniczy znajduje się w Kigali. Na jeziorze Kiwu rozwinęła się żegluga śródlądowa. Handel zagraniczny obsługuje port w Mombasie (Kenia).
W 2005 roku wartość eksportu wyniosła 120 mln dol. USA, a importu 410 mln dol. USA. Rwanda eksportuje głównie: kawę, herbatę, kasyteryt, koltan, a importuje: żywność, maszyny, urządzenia, produkty naftowe, stal. Rwanda handluje głównie z Kenią, Niemcami, Belgią oraz Chińską Republiką Ludową.
W 2002 roku wpływy z turystyki wyniosły 31 mln dolarów amerykańskich. Turyści odwiedzają głównie grupę górską Wirunga i jezioro Kiwu.